# 瑪麗亞·埃雷拉·馬格達萊諾
瑪麗亞·埃雷拉·馬格達萊諾（西班牙語：María Herrera Magdaleno），別名多納·瑪麗（西班牙語：Doña Mary），是一名墨西哥商人和人權活動家。2014年，她建立了一個全國性的地方集體網路，教育家庭如何調查失踪案件。

## 生平
埃雷拉來自米卻肯州，是八個孩子和兩個養子女的母親。她大約出生於1949年。到2008年，她在離開她懷疑不忠的丈夫後創辦了一家企業。埃雷拉製作服裝和銷售金飾，起初在她的家鄉米卻肯州。後來她的業務擴展到瓜達拉哈拉。
2008年，埃雷拉的兒子勞爾（Raúl）和基蘇斯·薩爾瓦多（Jesús Salvador）與五位同事在Atoyac de Álvarez附近進行了一次旅行並全數失蹤。。兩年後，她的兒子古斯塔沃（Gustavo）和路易斯·阿曼多（Luís Armando）在韋拉克魯斯州東部的一次工作旅行中失踪。她懷疑兒子們的失踪是因贩毒集团暴力所致。
2014年，埃雷拉建立了一個全國性的地方集體網路，教育家庭如何調查失踪案件。2022年5月，埃雷拉會見了教宗方濟各。2022年11月，埃雷拉在美洲人權法院起訴墨西哥州政府。2023年4月，她因其行動主義而被《時代》雜誌評為2023年全球百大最具影響力人物之一。